# Seestermühe
Seestermühe er en by og en kommune i det nordlige Tyskland, beliggende i Amt Elmshorn-Land under Kreis Pinneberg. Kreis Pinneberg ligger i den sydlige del af delstaten Slesvig-Holsten.

## Geografi
Kommunen ligger ud til Elben mellem floderne Krückau og Pinnau midt i Seestermüher Marsch, en af de fire Elbmarsker. Pagensand der er en ubeboet ø i Elben hører også til kommunen. Nabokommuner er Neuendeich og Seester, og nærmeste større byer er Elmshorn og Uetersen. I kommunen ligger herregården Gut Seestermühe.